# اکاتا
اکاتا (به انگلیسی: Akota) یک منطقهٔ مسکونی در هند است که در گجرات واقع شده‌است.